# Esercito Nazionale Repubblicano
Esercito Nazionale Repubblicano, ENR (pol. „Narodowa Armia Republikańska”) – armia Włoskiej Republiki Socjalnej istniejąca w latach 1943–1945, która walczyła po stronie nazistowskich Niemiec w końcowym okresie II wojny światowej.
ENR została oficjalnie utworzona 28 października 1943 roku, łącząc byłe jednostki Włoskiej Armii Królewskiej (Regio Esercito), które pozostały lojalne wobec dyktatora Benita Mussoliniego oraz włoskich oddziałów faszystowskich stworzonych przez Niemców po kapitulacji Włoch.

## Historia

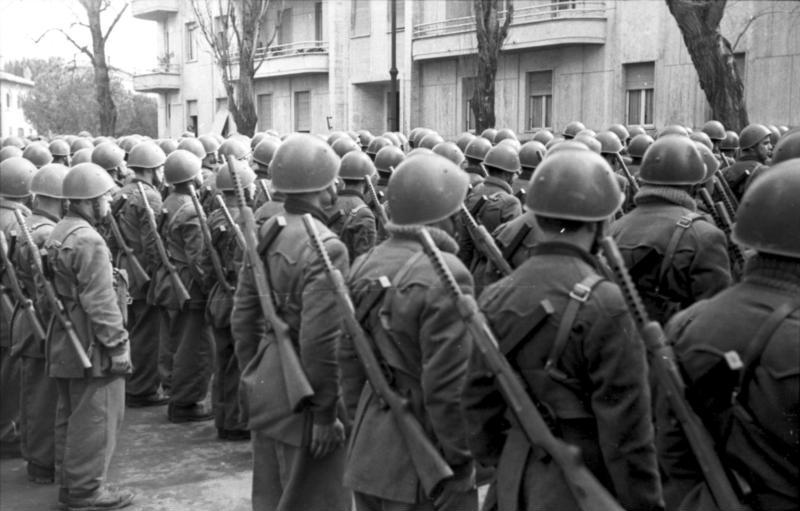
Oddziały Narodowej Armii Republikańskiej wizytowane przez generała Luftwaffe Kurta Mälzera w Rzymie przed rozmieszczeniem na froncie pod Anzio

W wyniku inwazji aliantów na Sycylię w lipcu 1943 roku siły polityczne sprzymierzone z królem Wiktorem Emanuelem III przejęły władzę we Włoszech, uwięziły premiera, a de facto dyktatora Benita Mussoliniego i wynegocjowały zawieszenie broni między Włochami i aliantami zachodnimi, które weszło w życie 3 września 1943 roku.
12 września 1943 roku Niemcy rozpoczęli operację Eiche i uwolnili Mussoliniego. Niedługo później w północnych Włoszech została utworzona marionetkowa Włoska Republika Socjalna (wł. Repubblica Sociale Italiana, RSI), a jej przywódcą został Mussolini. Marszałka Rodolfa Grazianiego mianowano ministrem obrony RSI.
16 października podpisano z nazistowskimi Niemcami protokół z Rastenburga. Zgodnie z tym dokumentem zezwolono RSI na tworzenie formacji wojskowych wielkości dywizji. To umożliwiło Grazianiemu sformowanie czterech dywizji w sile 52 tysięcy żołnierzy. W lipcu 1944 roku pierwsza z tych jednostek ukończyła szkolenie i została wysłana na front.
Rekrutacja do sił zbrojnych była trudna dla władz RSI, ponieważ większość armii włoskiej została internowana przez Niemców w 1943 roku, wielu Włochów wywieziono do pracy przymusowej w Niemczech, a niewielu chciało wciąż walczyć po stronie nazistowskich Niemiec po 8 września 1943 roku. Włoscy faszyści stali się tak zdesperowani w poszukiwaniu żołnierzy, że obiecali więźniom kryminalnym wolność w zamian za służbę wojskową, a na każdego, kto sprzeciwiał się poborowi, nałożono wyroki śmierci in absentia. W ramach ENR walczyły również jednostki autonomiczne, w tym słynna X Flotylla MAS pod dowództwem księcia Junio Valerio Borghese. Borghese nie był lojalny wobec Mussoliniego, a nawet zasugerował, że wziąłby go do niewoli, gdyby tylko mógł, jednak kierował się ideologią antyaliancką i antysemicką.
Zimą 1944–1945 uzbrojeni Włosi znajdowali się po obu stronach linii Gotów. Po stronie aliantów walczyły cztery grupy ochotników ze starej włoskiej armii. Ci włoscy ochotnicy zostali wyposażeni i przeszkoleni przez Brytyjczyków. Po stronie państw Osi znajdowały się cztery dywizje RSI. Trzy z nich, 2 Dywizja Grenadierów Littorio, 3 Dywizja Piechoty Morskiej San Marco i 4 Dywizja Alpejska Monterosa, zostały przydzielone do Armii Liguria pod dowództwem Grazianiego i rozmieszczone na zachodniej flance linii Gotów od strony granicy z Francją. Czwarta z tych dywizji, 1 Dywizja Bersalierów Italia została przyłączona do  niemieckiej 14 Armii w sektorze Apenin, który był najmniej prawdopodobnym celem ataku nieprzyjaciela.
26 grudnia 1944 roku kilka dużych jednostek wojskowych ENR, w tym elementy 4 Dywizji Alpejskiej „Monte Rosa” i 3 Dywizji Piechoty Morskiej „San Marco”, uczestniczyły w operacji Zimowa Burza (Unternehmen Wintergewitter). Była to drobna ofensywa sił niemiecko-włoskich przeciwko amerykańskiej 92 Dywizji Piechoty w Apeninach. Mimo niewielkiej skali, atak był udany, a jednostki ENR wykonały swoje zadania.
W lutym 1945 roku naprzeciwko 92 Dywizji Piechoty ponownie stanęły jednostki ENR. Tym razem byli to bersalierzy z 1 Dywizji Piechoty „Italia”. Włosi skutecznie powstrzymali natarcie dywizji amerykańskiej. Upojony sukcesem minister obrony RSI, Rodolfo Graziani, stwierdził nawet, że dowodził całą armią, mając na myśli Armię Liguria.
Sytuacja uległa jednak drastycznemu pogorszeniu po rozpoczęciu alianckiej ofensywy wiosennej. Pod koniec kwietnia w Collecchio ostatnie oddziały ENR zostały zaatakowane wraz z dwiema dywizjami Wehrmachtu przez brazylijską 1 Dywizję Piechoty i zmuszone do poddania się po kilku dniach walki.

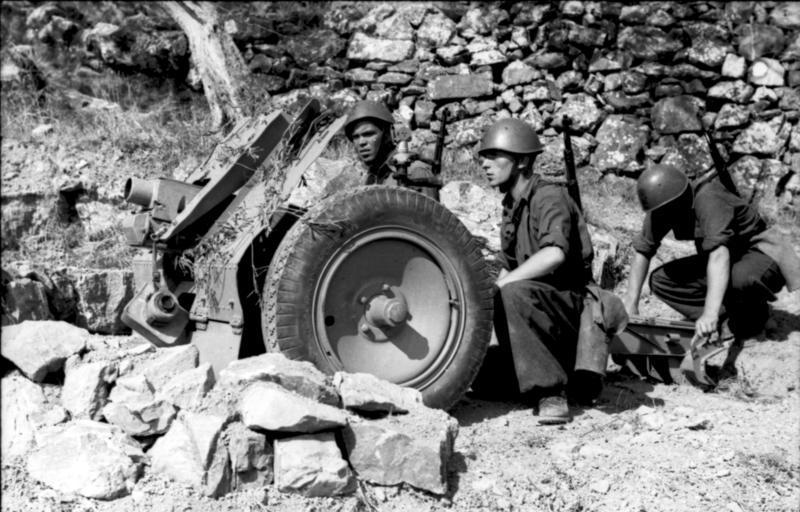
Żołnierze ENR obsługujący działo piechoty le.IG 18

29 kwietnia Graziani dostał się do niewoli i był obecny w Casercie, gdy przedstawiciel najwyższego niemieckiego dowództwa, generał Heinrich von Vietinghoff podpisał akt bezwarunkowej kapitulacji wszystkich sił Osi we Włoszech. Grazianiego nie poproszono jednak o złożenie podpisu na dokumencie, prawdopodobnie z powodu słabego autorytetu ERN w oczach dowódców alianckich. Poddanie się miało wejść w życie 2 maja. Graziani nakazał siłom RSI znajdującym się pod jego dowództwem złożyć broń 1 maja.
Esercito Nazionale Repubblicano poniosła podczas wojny około 34 770 ofiar, ale biorąc pod uwagę typowe proporcje zabitych do rannych i zabitych do zaginionych, prawdopodobnie armia RSI poniosła łącznie ponad 100 tysięcy wszystkich ofiar. Większość zgonów (około 21 600) poniosły oddziały antypartyzanckie, takie jak Gwardia Narodowa, Czarne Brygady, czy Milicja Terytorialna. Resztę (około 13 170) poniosły regularne siły zbrojne w walce z aliantami. Polegli dzielą się na: 13 500 członków Guardia Nazionale Repubblicana i Milizia Difesa Territoriale, 6200 członków Czarnych Brygad, 2800 lotników Aeronautica Nazionale Repubblicana (lotnictwa Włoskiej Republiki Socjalnej), 1000 członków Marina Nazionale Repubblicana (Marynarki Wojennej RSI), 1900 żołnierzy X Flotylli MAS, 800 żołnierzy Dywizji „Monterosa”, 470 żołnierzy Dywizji „Italia”, 1500 żołnierzy Dywizji „San Marco”, 300 żołnierzy Dywizji „Littorio”, 350 żołnierzy Pułku Alpejskiego „Tagliamento”, 730 żołnierzy 3 i 8 Pułku bersalierów, a 4 tysięcy inne oddziały różnych jednostek Esercito Nazionale Repubblicano (z wyłączeniem wyżej wymienionych Dywizji oraz Pułków Alpini i Bersaglieri), 300 członków Legione Autonoma Mobile „Ettore Muti”, 200 członków Raggruppamento Anti Partigiani, 550 włoskich esesmanów oraz 170 żołnierzy Pułku Cacciatori degli Appennini.